# Consejo Económico y Social (Guatemala)
El Consejo Económico y Social de Guatemala (CES) es el órgano consultivo permanente del Estado (o de los organismos del Estado). Es una entidad pública autónoma permanente de derecho público con personalidad jurídica, patrimonio y presupuesto propio. Este órgano se rige bajo su propia Ley Orgánica, Decreto 2-2012 del Congreso de la República. También puede emitir opiniones por iniciativa propia.
El Consejo Económico y Social puede:
- Emitir opinión en relación con el contenido y la gestión de las políticas públicas económicas y sociales diseñadas e implementadas por los organismos del Estado, aunque en relación con los organismos del Estado, sus decisiones no son vinculantes.
- Tiene competencia para conocer ampliamente, independientemente de la denominación que la entidad pública le asigne a la acción que ejecute, sobre las políticas públicas, programas, proyectos y actividades implementadas por los organismos del Estado que tengan relevancia según la Asamblea del Consejo.
- También conocerá de iniciativas de ley propuestas al Organismo Legislativo en relación con políticas públicas de interés nacional.

El Consejo se encuentra conformado por 25 miembros. Es decir, 24 consejeros nombrados por los sectores productivos del país (ocho representantes por los trabajadores, ocho representantes por los empresarios y ocho representantes por los cooperativistas), siendo confirmados por el Presidente de la República. El presidente del Consejo Económico y Social es electo por el presidente de la República de una terna propuesta por la Asamblea del Consejo después de su conformación. Todos los consejeros tienen voz y voto, excepto el presidente del Consejo que tiene voz pero no voto ya que sus funciones solo son directivas para garantizar el desarrollo eficaz de las sesiones y actividades del Consejo.
Los órganos del Consejo son: La Asamblea y la Secretaría Técnica.
El Consejo Económico y Social no sustituye a otros órgano consultivos y de asesoría, tales como: La Procuraduría General de la Nación.

## Presidentes del Consejo Económico y Social
1. Gustavo Porras Castejón (2012-2016)[3]